# Municipio de St. Aubert
El municipio de St. Aubert (en inglés: St. Aubert Township) es un municipio ubicado en el condado de Callaway en el estado estadounidense de Misuri. En el año 2010 tenía una población de 1969 habitantes y una densidad poblacional de 13,27 personas por km².

## Geografía
El municipio de St. Aubert se encuentra ubicado en las coordenadas 38°43′22″N 91°52′18″O / 38.72278, -91.87167. Según la Oficina del Censo de los Estados Unidos, el municipio tiene una superficie total de 148.4 km², de la cual 145,71 km² corresponden a tierra firme y (1,81 %) 2,69 km² es agua.

## Demografía
Según el censo de 2010, había 1969 personas residiendo en el municipio de St. Aubert. La densidad de población era de 13,27 hab./km². De los 1969 habitantes, el municipio de St. Aubert estaba compuesto por el 97,31 % blancos, el 0,41 % eran afroamericanos, el 0,41 % eran amerindios, el 0,36 % eran asiáticos, el 0,05 % eran de otras razas y el 1,47 % eran de una mezcla de razas. Del total de la población el 0,46 % eran hispanos o latinos de cualquier raza.